# Chickasaw (Ohio)
Chickasaw és una població dels Estats Units a l'estat d'Ohio. Segons el cens del 2000 tenia 364 habitants.

## Demografia
Segons el cens del 2000, Chickasaw tenia 364 habitants, 136 habitatges, i 96 famílies. La densitat de població era de 611 habitants per km².
Dels 136 habitatges en un 35,3% hi vivien nens de menys de 18 anys, en un 64,7% hi vivien parelles casades, en un 3,7% dones solteres, i en un 29,4% no eren unitats familiars. En el 27,2% dels habitatges hi vivien persones soles el 12,5% de les quals corresponia a persones de 65 anys o més que vivien soles. El nombre mitjà de persones vivint en cada habitatge era de 2,68 i el nombre mitjà de persones que vivien en cada família era de 3,33.
Per edats la població es repartia de la següent manera: un 30,8% tenia menys de 18 anys, un 6,3% entre 18 i 24, un 27,2% entre 25 i 44, un 21,2% de 45 a 60 i un 14,6% 65 anys o més.
L'edat mediana era de 36 anys. Per cada 100 dones de 18 o més anys hi havia 104,9 homes.
La renda mediana per habitatge era de 42.188 $ i la renda mediana per família de 62.250 $. Els homes tenien una renda mediana de 40.234 $ mentre que les dones 27.188 $. La renda per capita de la població era de 18.148 $. Aproximadament el 7,1% de les famílies i el 5% de la població estaven per davall del llindar de pobresa.

## Poblacions més properes
El següent diagrama mostra les poblacions més properes.